# Doris Holdorf
Doris Holdorf, geborene von Jutrzenka (* 22. September 1941; † 15. August 2008), war eine deutsche Handballspielerin.

## Karriere
Holdorf spielte auf Vereinsebene in den 1960er-Jahren für den TSV Bayer 04 Leverkusen. Mit der deutschen Nationalmannschaft nahm sie an der Weltmeisterschaft 1962 teil, bei der sie in zwei Spielen einen Treffer erzielen konnte. Bei der Weltmeisterschaft 1965 im eigenen Land gewann Holdorf mit der Nationalmannschaft die Bronzemedaille. Im Verlaufe des Turniers wurde sie viermal eingesetzt und erzielte vier Treffer, darunter einen beim 11:10-Erfolg im Spiel um Platz 3 gegen die Tschechoslowakei.

## Persönliches
Holdorf war mit dem Zehnkampf-Olympiasieger Willi Holdorf verheiratet, mit dem sie zwei Söhne hat, darunter den Fußballspieler Dirk Holdorf.